# Carla Hohepaová
Carla Hohepaová (27. července 1985, Te Awamutu) je bývalá novozélandská ragbistka, která hrála jako křídlo a tříčtvrtka. Byla zvolena největší osobností ženského ragby v roce 2010.
S reprezentací Nového Zélandu vyhrála mistrovství světa 2010. Ve finále proti Anglii položila jedinou pětku v zápase a pomohla k vítězství 13:10. Na tomto turnaji položila společně s Kanaďankou Moyseovou nejvíce pětek (7). Mistryní světa se stala i v roce 2017. Odehrála 28 zápasů a položila 19 pětek (2007--2021). Získala stříbrnou medaili na sedmičkovém mistrovství světa v roce 2009 a stala se hračkou, co položila nejvíce pětek (9) na MS 2009.
Je učitelkou na základní škole. Stala se asistentkou trenéra Chiefs Manawa, za který hrála v sezoně 2022/23 Super Rugby. Hrála i za Otago  Spirit (2006–2010) a Waikato (2020–2024). Za manžela má ragbistu Hesketha, který na MS 2015 položil vítěznou pětku Japonska proti Jihoafrické republice.